# Quận Pittsylvania, Virginia
Quận Pittsylvania là một quận thuộc tiểu bang Virginia, Hoa Kỳ.
Quận này được đặt tên theo. Theo điều tra dân số của Cục điều tra dân số Hoa Kỳ năm 2000, quận có dân số người. Quận lỵ đóng ở Chatham6. Trữ lượng uranium lớn nhất chưa triển khai ở Hoa Kỳ, lớn thứ 7 thế giới, toạ lạc ở quận này.

## Địa lý
Theo Cục điều tra dân số Hoa Kỳ, quận có diện tích km2, trong đó có km2 là diện tích mặt nước.

### Quận giáp ranh
- Quận Bedford, Virginia - tây bắc
- Quận Campbell, Virginia - đông bắc
- Quận Halifax, Virginia - đông
- Quận Caswell, North Carolina - đông nam
- Quận Danville, Virginia - nam
- Quận Rockingham, North Carolina - tây nam
- Quận Henry, Virginia - tây/tây nam
- Quận Franklin, Virginia - tây/tây bắc